# V424 Lacertae
V424 Lacertae (V424 Lac / HD 216946 / HR 8726) es una estrella variable en la constelación de Lacerta. De magnitud aparente media +5,00, visualmente se localiza muy cerca del límite con Andrómeda.
Es una estrella lejana cuya distancia es mal conocida; su posible pertenencia a la asociación estelar Lac OB1 permite estimar su distancia en unos 1700 años luz.
V424 Lacertae es una supergigante roja de tipo espectral M0Iab con una temperatura efectiva de 3800 K.
Semejante a la brillante Betelgeuse (α Orionis) o a σ Canis Majoris, su tamaño es, sin embargo, inferior al de estas.
Su radio es 260 veces más grande que el del Sol, equivalente a 1,20 UA; si estuviese en el centro del sistema solar, la Tierra quedaría englobada en el interior de la estrella.
Brilla con una luminosidad bolométrica 13.200 veces superior a la del Sol.
Catalogada como una variable irregular LC, el brillo de V424 Lacertae varía entre magnitud +5,03 y +5,11. Las variaciones de brillo multiperíodicas pueden ser atribuidas a pulsaciones de la superficie estelar.
Asimismo, se ha detectado un período secundario mucho más largo de 1601 días.
Las variaciones de color B-V y U-B relacionadas con este segundo período son similares a las de los períodos más cortos, por lo que la naturaleza de dicho período también parece estar asociado a pulsaciones.